# Posavina
Posavina és el nom que adopta la conca del riu  Sava a Croàcia, Bòsnia i Sèrbia. També es diu així la regió circumdant. Les ciutats més importants de la riba del riu Sava són Brod, Samac, Odzak, Brčko a Bòsnia, i Slavonski Brod, Zupanja a Croàcia.